# الجامعة المقدسة (1684)
الجامعة المقدسة أو الرابطة المقدسة (بالإنجليزية:  Holy League)‏ كانت عبارة عن تحالف نظمه البابا إينوسنت الحادي عشر لمحاربة الدولة العثمانية وذلك خلال أحداث الحرب العثمانية الكبري والتي امتدت خلال الفترة من 14 يوليو 1683 واستمرت حتى 26 يناير 1699 وضمت الجامعة الولايات البابوية والإمبراطورية الرومانية المقدسة والكومنولث البولندي الليتواني وجمهورية البندقية وفي عام 1686 انضمت للجامعة روسيا القيصرية واستمر هذا التحالف حتي توقيع معاهدة كارلوفجه حيث تم وضع حدا للحرب عام 1699.

## خلفيتها ونشأتها

### الإمبريالية العثمانية
ضمت الإمبراطورية العثمانية جزءًا كبيرًا من أوروبا الشرقية التي خضعت لسيطرة الصدر الأعظم محمد الرابع عقب العديد من الغزوات الناجحة. بعد تنازل بولندا عن معظم الضفة اليمنى من أوكرانيا في عام 1681، أصبحت الإمبراطورية العثمانية تمتلك حدودًا مع بولندا وإمبراطورية هابسبورغ وروسيا القيصرية. خضعت جميع مناطق جنوب شرق أوروبا لسيطرة العثمانيين المباشرة، وأصبحت العديد من الدول الحرة مثل والاشيا وترانسيلفانيا ومولدافيا إيالات تابعة للإمبراطورية. جرى كذلك الاستيلاء على كريت وقبرص وغيرها من جزر البحر الأبيض المتوسط ذات الأهمية الاستراتيجية من جمهورية البندقية.
تتوجت الغزوات العثمانية بإنشاء ممر عسكري من القسطنطينية، عبر مورافيا وبلغراد الخاضعة لسيطرة تركيا، إلى حصن هابسبورغ في مملكة المجر. نجم عن إنشاء هذا الممر تدفق الثقافة العثمانية، بما في ذلك بناء مدارس وحمامات ومساجد جديدة، فيما وُصِف بتغلغل المسلمين في أوروبا. في جزيرة خيوس التابعة لجمهورية البندقية، حظر العثمانيون جميع الكنائس الرومانية الكاثوليكية، وحولوا الكنائس الكاثوليكية السابقة إلى المساجد. رأت شخصيات مسيحية بارزة في ذلك الوقت مثل البابا إينوسنت الحادي عشر والراهب ماركو دافيانو أن هذه التطورات تشكل تهديدًا أجنبيًا للمسيحية.

### الحركات الانفصالية
تزامنًا مع التهديد الإمبريالي، تنامت حركة انفصالية في مملكة المجر. في ظل حكم ليوبولد الأول، سمحت ملكية هابسبورغ للمظالم ضد الكنيسة البروتستانتية في هنغاريا بالإفلات من العقاب، بما في ذلك تحويل الكنائس البروتستانتية وطرد وزرائها. شهدت هذه الحركة المضادة للإصلاح تزايد عدد المجريين الذين شعروا بخيبة أمل إزاء حكم هابسبورغ. تنامى ذلك الشعور عقب معاهدة فسفار في عام 1664، عندما رفضت هابسبورغ ملاحقة القوات العثمانية المتراجعة إلى ما وراء حدود الإمبراطورية الرومانية المقدسة، والتي مكنتهم من إنشاء حامية في المجر. باستخدام ممر عسكري قائم بالفعل، كان بإمكان المسؤولين العثمانيين عندئذ المرور إلى المجر دون عوائق، حيث طالبوا أثرياء هنغاريا والنخبة منهم بدفع ضريبة. تضائلت ثقة المجريين في النظام الملكي عقب رفض هابسبورغ التدخل، وأدى الأثر المشترك لتضاؤل الثقة وتزايد الوجود العثماني إلى تخطيط مؤامرة لضم المجر إلى الإمبراطورية العثمانية. بلغت المؤامرة ذروتها بمحاولة التواصل مع الصدر الأعظم، الذي لم يتوقف إلا باكتشاف المؤامرة وإعدام المتآمرين الرئيسيين فيما بعد، ما شكّل ضغطًا على هابسبورغ لدحر الوجود العثماني في أراضيهم الغربية.

### معاهدة وارسو
خشية المزيد من التقدم العثماني في أوروبا، سعى الملك سوبياسكي الثالث ملك بولندا إلى تشكيل تحالف مع ليوبولد الأول. قوبل هذا بجدل فوري في البرلمان البولندي، حيث ضم الحزب الفرنسي الموالي للعثمانيين أقلية كبيرة. أدت المفاوضات في البرلمان إلى اقتتال بين أعضاء مجلس الشيوخ، مع خشية الحزب الفرنسي من إنشاء تحالف من شأنه أن يرى تضاؤل النفوذ الفرنسي على بولندا. لم يقلل من حدة هذه المخاوف سوى الاتفاق على أن التحالف لن يُناشَد إلا في حال كانت فيينا أو كراكوف تحت تهديد العثمانيين. لم توقع المحكمة البولندية على معاهدة وارسو في 31 مارس 1683 إلا بدعم من البابا إينوسنت الحادي عشر. تضمن هذا الدعم إعانة بابوية بلغت 200,000 تالر إلى بولندا، وحشد 60,000 فرد من القوات الرومانية المقدسة، وتعيين سوبياسكي الثالث في منصب الكاردينال الحامي.
دخل التحالف حيز التنفيذ عقب ستة أشهر فقط عندما حاصر العثمانيون فيينا. في أعقاب انتهاء الحصار وتحرير المدينة على يد القوات البولندية، كتب سوبياسكي إلى البابا إينوسنت الحادي عشر يشعل فيه «حماسه لنشر العقيدة المسيحية.» على الرغم من ذلك، شعر إينوسنت بالقلق، وذلك خشية من عدم قدرة فيينا على الصمود أمام هجوم آخر. أعرب عن اعتقاده بعدم وجود توجد فرصة لصد المزيد من الهجمات التركية دون مساعدة من البندقية. أعربت جمهورية البندقية بالفعل عن رغبتها في أن تكون جزءًا من تحالف معادي لتركيا وعن رغبتها في استعادة أراضيها التي احتلها العثمانيون، غير أن التحالف مع الإمبراطورية الرومانية المقدسة كان معقدًا بسبب التوترات بين الدولتين نتيجة استغلال سفراء جمهورية البندقية حسن نية إينوسنت الحادي عشر وامتيازاته في روما.

## الرابطة

### المعاهدة
عقب إبداء البندقية رغبتها في الانضمام إلى التحالف، وضع البابا إينوسنت الثاني عشر تصورًا للرابطة المقدسة، وصُممت على غرار معاهدة وارسو، وتعين على أعضاء الرابطة حشد قواتهم ضد التهديد العثماني، ومواصلة حملاتهم حتى يوافق جميع الأعضاء على تحقيق السلام. جرى التوقيع على المعاهدة في 5 مارس 1684 في لينز وضمت ممثلي الإمبراطورية الرومانية المقدسة الخاضعة لحكم النظام الملكي هابسبورغ والكومنولث البولندي الليتواني وجمهورية البندقية، ودُعيت جميع الدول المسيحية الأخرى للانضمام إلى الرابطة كذلك. أدى البابا ومعظم كاردينالات روما اليمين الدستورية في 24 مايو، وأصبح البابا راعيًا للرابطة. وفقًا للتحالف،
«بغية إضفاء مزيد من القوة على التعهد المقدس وتكوين التحالف بروابط غير قابلة للانفصال، تختار القوى المتحالفة البابا وخلفائه، بوصفه الأب المشترك للمسيحية، راعيًا للتحالف وضامنًا وممثلًا له.»
اشترطت الرابطة أن يعمل جميع الأعضاء بشكل مستقل، وأن يحتفظوا بجميع الأراضي التي تُتاح لهم في الغزوات. كان ذلك صعبًا على جمهورية البندقية، التي اعتقدت أن قواتها غير كافية، وبالتالي فقد يستعيد ليوبولد الأول أراضي البندقية سابقًا في دالماتيا. أدى ذلك إلى إدخال تعديل على قوانين الرابطة عقب إنشائها، ونصت على أن تحصل البندقية على جميع الأراضي المُستعادة في دالماتيا دون تمييز.
أُطلق اسم الرابطة المقدسة على التحالف كمصطلح دعائي يبرز الطبيعة الشبيهة بالحروب الصليبية التي شنها الأعضاء.

### روسيا القيصرية
بدأت مفاوضات انضمام روسيا القيصرية إلى الرابطة المقدسة في أوائل عام 1684، عندما شرع رئيس بولندا، غيرولامو بونفيسي بتوفيق العلاقات بين بولندا وروسيا. انتهت الحروب الإقليمية السابقة بموجب هدنة، إلا أن البلدان لم يتفقا ٍعلى السلام رسميًا بعد، علاوة على خضوع كييف البولندية سابقًا لسيطرة روسيا، فكان لزامًا على الدولتين التغلب على هذه الحواجر قبل انضمام روسيا إلى أي تحالف.
كان لإينوسنت الحادي عشر نوايا مماثلة، إذ أرسل مبعوثًا إلى موسكو في شهر إبريل، وفي الشهر التالي أهدى جماعة القوازق أموالًا تحت ذريعة أنه سيمنح المزيد في حال انضمام روسيا إلى الرابطة المقدسة. تكللت هذه المحاولات الدبلوماسية بدعوة البابا شخصيًا إلى صوفيا القيصرية في أغسطس، ودعا روسيا إلى الانضمام إلى الرابطة المقدسة، وقوبلت الدعوة بالإيجاب في نهاية المطاف في 26 أبريل 1686 عقب إبرام معاهدة سلام مع بولندا. انضمت روسيا إلى الرابطة على شرط أن تحتفظ بسيطرتها على كييف من البولنديين مقابل دفع مبلغ قدره 1.5 مليون فلورين، وشرط أن تبدأ الحرب ضد العثمانيين قبل نهاية عام 1686.